# 費賽二氏戰鬥刀
費爾貝恩-賽克斯戰鬥刀（英語：Fairbairn-Sykes Fighting Knife），簡稱費賽二氏戰鬥刀（F-S Fighting Knife），一種具備雙面刃的匕首。

## 歷史
費賽二氏戰鬥刀由威廉·費爾貝恩與艾瑞克·賽克斯，在上海公共租界工部局警務處服役時侯所設計，由英國威金森刀具公司（Wilkinson Sword Ltd）所生產。

## 設計
費賽二氏戰鬥刀擁有瘦長的刀鋒，可以輕易的刺入胸腔。
費賽二氏戰鬥刀的花瓶狀握把，讓它適於抓握，在戰鬥中也不容易脫手，可以當作類似意式短劍的刺擊武器使用。

## 服役
除了英國的部隊外，費賽二氏戰鬥刀在二次大戰中獲得盟軍的精英部隊重用，並在諾曼第登陸中使用。
美國的戰略情報局曾經委托新不列顛的Landers, Frary & Clark公司爲其生產OSS版本的費賽二氏戰鬥刀，爲數20,000，卻因質量問題，被M3格鬥刀取代。
後來，費賽二氏戰鬥刀成為英國特種部隊特种空勤团（SAS）的制式裝備，在英國協助成立下特種部隊的旗幟中使用：
| 國家   | 部隊                        |
| ------ | --------------------------- |
| 英国   | 英國皇家海軍陸戰隊第3突擊旅 |
| 美国   | 美國陸軍遊騎兵              |
| 比利时 | 特種部隊                    |
| 荷蘭   | 特種部隊                    |
|        | 特種部隊                    |

## 使用國
- 柬埔寨
  - 911特種部隊
- 印度尼西亞
  - Kopassus特種部隊[4]
- 马来西亚
  - GGK特種部隊[5]
- 新加坡
  - 陸軍突擊隊[4]
- 西班牙
  - 仿製型，發配傘兵[4]
- 英国
  - 特殊舟艇隊[6]

### 前使用國
- [4]
- 比利时
  - 傘兵
- 加拿大
  - 加拿大軍隊[4]
- 法國[4]
- 荷蘭[4]
- 奈及利亞
- 挪威
- 波蘭
- 英国
  - 特种空勤团[7]
- 美国
  - 戰略情報局
  - 巡邏騎警
  - 美國陸軍特種部隊

## 其他
1. 1 2  . The Public Historian. 2010, 32 (4)  [2025-05-18]. ISSN 0272-3433. doi:10.1525/tph.2010.32.4.157.
2. 1 2  . COMMANDO MUSEUM I （英语）.
3. ↑  Sacquety, Troy. . University Press of Kansas https://doi.org/10.1353/book35869. 2014  [2025-05-18]. ISBN 978-0-7006-2059-3. 缺少或|title=为空 (帮助)
4. 1 2 3 4 5 6 7  , 2025-05-16  [2025-05-18] （英语）
5. ↑  . web.archive.org. 2020-08-12  [2025-05-18].
6. ↑  Harvey, Ian. . warhistoryonline. 2019-12-29  [2025-05-18] （英语）.
7. ↑  Fighting Knives: An Illustrated Guide to Fighting Knives and Military Survival Weapons of the World (1985), Frederick J. Stephens, ISBN 0853683441